# Lista siturilor arheologice din județul Mureș
Lista siturilor arheologice din județul Mureș conține toate siturile arheologice din județul Mureș înscrise în Repertoriul Arheologic Național (RAN). RAN este administrat de Ministerul Culturii și Patrimoniului Național și cuprinde date științifice, cartografice, topografice, imagini și planuri, precum și orice alte informații privitoare la zonele cu potențial arheologic, studiate sau nu, încă existente sau dispărute.
Datorită numărului mare de situri, această listă a fost împărțită după localitatea în care se află situl. Dacă știți localitatea (satul sau orașul) în care se află situl, alegeți localitatea din lista din această pagină. Dacă nu știți localitatea, puteți căuta un sit din județ folosind formularul de mai jos.
| A ↑ A B C D E F G H I Î J K L M N O P Q R S Ș T Ț U V W X Y Z ↓ | A ↑ A B C D E F G H I Î J K L M N O P Q R S Ș T Ț U V W X Y Z ↓ | A ↑ A B C D E F G H I Î J K L M N O P Q R S Ș T Ț U V W X Y Z ↓ | A ↑ A B C D E F G H I Î J K L M N O P Q R S Ș T Ț U V W X Y Z ↓ | A ↑ A B C D E F G H I Î J K L M N O P Q R S Ș T Ț U V W X Y Z ↓ | A ↑ A B C D E F G H I Î J K L M N O P Q R S Ș T Ț U V W X Y Z ↓ | A ↑ A B C D E F G H I Î J K L M N O P Q R S Ș T Ț U V W X Y Z ↓ | A ↑ A B C D E F G H I Î J K L M N O P Q R S Ș T Ț U V W X Y Z ↓ | A ↑ A B C D E F G H I Î J K L M N O P Q R S Ș T Ț U V W X Y Z ↓ | A ↑ A B C D E F G H I Î J K L M N O P Q R S Ș T Ț U V W X Y Z ↓ |
| --------------------------------------------------------------- | --------------------------------------------------------------- | --------------------------------------------------------------- | --------------------------------------------------------------- | --------------------------------------------------------------- | --------------------------------------------------------------- | --------------------------------------------------------------- | --------------------------------------------------------------- | --------------------------------------------------------------- | --------------------------------------------------------------- |
| Abuș                                                            | Acățari                                                         | Adămuș                                                          | Agrișteu                                                        | Albești                                                         |                                                                 |                                                                 |                                                                 |                                                                 |                                                                 |
| Aluniș                                                          | Apalina                                                         | Apold                                                           | Archita                                                         | Ațintiș                                                         |                                                                 |                                                                 |                                                                 |                                                                 |                                                                 |
| Aurel Vlaicu                                                    | Avrămești                                                       |                                                                 |                                                                 |                                                                 |                                                                 |                                                                 |                                                                 |                                                                 |                                                                 |
| B ↑ A B C D E F G H I Î J K L M N O P Q R S Ș T Ț U V W X Y Z ↓ |                                                                 |                                                                 |                                                                 |                                                                 |                                                                 |                                                                 |                                                                 |                                                                 |                                                                 |
| Bahnea                                                          | Balda                                                           | Band                                                            | Batoș                                                           | Băgaciu                                                         |                                                                 |                                                                 |                                                                 |                                                                 |                                                                 |
| Băița                                                           | Bârlibășoaia                                                    | Beica de Jos                                                    | Bereni                                                          | Bernadea                                                        |                                                                 |                                                                 |                                                                 |                                                                 |                                                                 |
| Bezid                                                           | Bezidu Nou                                                      | Bicașu                                                          | Bichiș                                                          | Bistra Mureșului                                                |                                                                 |                                                                 |                                                                 |                                                                 |                                                                 |
| Bogata                                                          | Boiu                                                            | Bord                                                            | Brâncovenești                                                   | Breaza                                                          |                                                                 |                                                                 |                                                                 |                                                                 |                                                                 |
| Budiu Mic                                                       |                                                                 |                                                                 |                                                                 |                                                                 |                                                                 |                                                                 |                                                                 |                                                                 |                                                                 |
| C ↑ A B C D E F G H I Î J K L M N O P Q R S Ș T Ț U V W X Y Z ↓ |                                                                 |                                                                 |                                                                 |                                                                 |                                                                 |                                                                 |                                                                 |                                                                 |                                                                 |
| Călugăreni                                                      | Călușeri                                                        | Căpâlna de Sus                                                  | Căpușu de Cîmpie                                                | Câmpu Cetății                                                   |                                                                 |                                                                 |                                                                 |                                                                 |                                                                 |
| Cecălaca                                                        | Cerghizel                                                       | Ceuașu de Câmpie                                                | Chendu                                                          | Chețani                                                         |                                                                 |                                                                 |                                                                 |                                                                 |                                                                 |
| Chibed                                                          | Chiheru de Sus                                                  | Chinari                                                         | Cipău                                                           | Coasta Grindului                                                |                                                                 |                                                                 |                                                                 |                                                                 |                                                                 |
| Comori                                                          | Corbești                                                        | Cornești                                                        | Corunca                                                         | Crăciunești                                                     |                                                                 |                                                                 |                                                                 |                                                                 |                                                                 |
| Cristești                                                       | Criș                                                            | Cucerdea                                                        | Cuci                                                            | Culpiu                                                          |                                                                 |                                                                 |                                                                 |                                                                 |                                                                 |
| Cund                                                            | Cuștelnic                                                       |                                                                 |                                                                 |                                                                 |                                                                 |                                                                 |                                                                 |                                                                 |                                                                 |
| D ↑ A B C D E F G H I Î J K L M N O P Q R S Ș T Ț U V W X Y Z ↓ |                                                                 |                                                                 |                                                                 |                                                                 |                                                                 |                                                                 |                                                                 |                                                                 |                                                                 |
| Daia                                                            | Daneș                                                           | Dătășeni                                                        | Dâmbău                                                          | Deda                                                            |                                                                 |                                                                 |                                                                 |                                                                 |                                                                 |
| Dedrad                                                          | Deleni                                                          | Delenii                                                         | Dumbrăvioara                                                    | Dumitreni                                                       |                                                                 |                                                                 |                                                                 |                                                                 |                                                                 |
| E ↑ A B C D E F G H I Î J K L M N O P Q R S Ș T Ț U V W X Y Z ↓ |                                                                 |                                                                 |                                                                 |                                                                 |                                                                 |                                                                 |                                                                 |                                                                 |                                                                 |
| Ercea                                                           | Eremitu                                                         | Ernei                                                           |                                                                 |                                                                 |                                                                 |                                                                 |                                                                 |                                                                 |                                                                 |
| F ↑ A B C D E F G H I Î J K L M N O P Q R S Ș T Ț U V W X Y Z ↓ |                                                                 |                                                                 |                                                                 |                                                                 |                                                                 |                                                                 |                                                                 |                                                                 |                                                                 |
| Fânațe                                                          | Fântânele                                                       |                                                                 |                                                                 |                                                                 |                                                                 |                                                                 |                                                                 |                                                                 |                                                                 |
| G ↑ A B C D E F G H I Î J K L M N O P Q R S Ș T Ț U V W X Y Z ↓ |                                                                 |                                                                 |                                                                 |                                                                 |                                                                 |                                                                 |                                                                 |                                                                 |                                                                 |
| Gălățeni                                                        | Gălești                                                         | Gănești                                                         | Gheja                                                           | Ghindari                                                        |                                                                 |                                                                 |                                                                 |                                                                 |                                                                 |
| Ghinești                                                        | Giuluș                                                          | Glodeni                                                         | Gogan                                                           | Goreni                                                          |                                                                 |                                                                 |                                                                 |                                                                 |                                                                 |
| Gornești                                                        | Grâușorul                                                       | Grebenișu de Câmpie                                             | Grindeni                                                        | Gruișor                                                         |                                                                 |                                                                 |                                                                 |                                                                 |                                                                 |
| Gurghiu                                                         |                                                                 |                                                                 |                                                                 |                                                                 |                                                                 |                                                                 |                                                                 |                                                                 |                                                                 |
| H ↑ A B C D E F G H I Î J K L M N O P Q R S Ș T Ț U V W X Y Z ↓ |                                                                 |                                                                 |                                                                 |                                                                 |                                                                 |                                                                 |                                                                 |                                                                 |                                                                 |
| Hădăreni                                                        | Hărănglab                                                       | Herepea                                                         | Herghelia                                                       | Hodac                                                           |                                                                 |                                                                 |                                                                 |                                                                 |                                                                 |
| I ↑ A B C D E F G H I Î J K L M N O P Q R S Ș T Ț U V W X Y Z ↓ |                                                                 |                                                                 |                                                                 |                                                                 |                                                                 |                                                                 |                                                                 |                                                                 |                                                                 |
| Ibănești                                                        | Icland                                                          | Iclandu Mare                                                    | Iclănzel                                                        | Ideciu de Jos                                                   |                                                                 |                                                                 |                                                                 |                                                                 |                                                                 |
| Iernut                                                          | Ilieși                                                          | Ilioara                                                         | Iștihaza                                                        | Ivănești                                                        |                                                                 |                                                                 |                                                                 |                                                                 |                                                                 |
| J ↑ A B C D E F G H I Î J K L M N O P Q R S Ș T Ț U V W X Y Z ↓ |                                                                 |                                                                 |                                                                 |                                                                 |                                                                 |                                                                 |                                                                 |                                                                 |                                                                 |
| Jacodu                                                          | Jacu                                                            |                                                                 |                                                                 |                                                                 |                                                                 |                                                                 |                                                                 |                                                                 |                                                                 |
| L ↑ A B C D E F G H I Î J K L M N O P Q R S Ș T Ț U V W X Y Z ↓ |                                                                 |                                                                 |                                                                 |                                                                 |                                                                 |                                                                 |                                                                 |                                                                 |                                                                 |
| Larga                                                           | Laslău Mare                                                     | Lechința                                                        | Leordeni                                                        | Livezeni                                                        |                                                                 |                                                                 |                                                                 |                                                                 |                                                                 |
| Loțu                                                            | Luduș                                                           | Lunca Mureșului                                                 |                                                                 |                                                                 |                                                                 |                                                                 |                                                                 |                                                                 |                                                                 |
| M ↑ A B C D E F G H I Î J K L M N O P Q R S Ș T Ț U V W X Y Z ↓ |                                                                 |                                                                 |                                                                 |                                                                 |                                                                 |                                                                 |                                                                 |                                                                 |                                                                 |
| Maia                                                            | Mădăraș                                                         | Măgherani                                                       | Mărășești                                                       | Mărculeni                                                       |                                                                 |                                                                 |                                                                 |                                                                 |                                                                 |
| Mătrici                                                         | Miercurea Nirajului                                             | Miheșu de Câmpie                                                | Moișa                                                           | Morești                                                         |                                                                 |                                                                 |                                                                 |                                                                 |                                                                 |
| Moșuni                                                          | Mura Mare                                                       | Mura Mică                                                       | Mureni                                                          | Mureșeni                                                        |                                                                 |                                                                 |                                                                 |                                                                 |                                                                 |
| Murgești                                                        |                                                                 |                                                                 |                                                                 |                                                                 |                                                                 |                                                                 |                                                                 |                                                                 |                                                                 |
| N ↑ A B C D E F G H I Î J K L M N O P Q R S Ș T Ț U V W X Y Z ↓ |                                                                 |                                                                 |                                                                 |                                                                 |                                                                 |                                                                 |                                                                 |                                                                 |                                                                 |
| Nadeș                                                           | Nazna                                                           | Nădașa                                                          | Neaua                                                           |                                                                 |                                                                 |                                                                 |                                                                 |                                                                 |                                                                 |
| O ↑ A B C D E F G H I Î J K L M N O P Q R S Ș T Ț U V W X Y Z ↓ |                                                                 |                                                                 |                                                                 |                                                                 |                                                                 |                                                                 |                                                                 |                                                                 |                                                                 |
| Oarba de Mureș                                                  | Odrihei                                                         | Ogra                                                            | Ormeniș                                                         | Oroiu                                                           |                                                                 |                                                                 |                                                                 |                                                                 |                                                                 |
| Orosia                                                          | Orșova                                                          | Ozd                                                             |                                                                 |                                                                 |                                                                 |                                                                 |                                                                 |                                                                 |                                                                 |
| P ↑ A B C D E F G H I Î J K L M N O P Q R S Ș T Ț U V W X Y Z ↓ |                                                                 |                                                                 |                                                                 |                                                                 |                                                                 |                                                                 |                                                                 |                                                                 |                                                                 |
| Papiu Ilarian                                                   | Păcureni                                                        | Pădureni                                                        | Pănet                                                           | Păsăreni                                                        |                                                                 |                                                                 |                                                                 |                                                                 |                                                                 |
| Petelea                                                         | Petrilaca de Mureș                                              | Pipea                                                           |                                                                 |                                                                 |                                                                 |                                                                 |                                                                 |                                                                 |                                                                 |
| R ↑ A B C D E F G H I Î J K L M N O P Q R S Ș T Ț U V W X Y Z ↓ |                                                                 |                                                                 |                                                                 |                                                                 |                                                                 |                                                                 |                                                                 |                                                                 |                                                                 |
| Ranta                                                           | Răzoare                                                         | Râpa de Jos                                                     | Reghin                                                          | Rigmani                                                         |                                                                 |                                                                 |                                                                 |                                                                 |                                                                 |
| Roua                                                            | Rușii-Munți                                                     |                                                                 |                                                                 |                                                                 |                                                                 |                                                                 |                                                                 |                                                                 |                                                                 |
| S ↑ A B C D E F G H I Î J K L M N O P Q R S Ș T Ț U V W X Y Z ↓ |                                                                 |                                                                 |                                                                 |                                                                 |                                                                 |                                                                 |                                                                 |                                                                 |                                                                 |
| Saschiz                                                         | Săbed                                                           | Săcalu de Pădure                                                | Săcădat                                                         | Sălașuri                                                        |                                                                 |                                                                 |                                                                 |                                                                 |                                                                 |
| Sălcud                                                          | Sărățeni                                                        | Sâmbriaș                                                        | Sâncraiu de Mureș                                               | Sângeorgiu de Mureș                                             |                                                                 |                                                                 |                                                                 |                                                                 |                                                                 |
| Sângeorgiu de Pădure                                            | Sânger                                                          | Sângeru de pădure                                               | Sânpaul                                                         | Sântana de Mureș                                                |                                                                 |                                                                 |                                                                 |                                                                 |                                                                 |
| Sântioana                                                       | Sântioana de Mureș                                              | Seleuș                                                          | Senereuș                                                        | Sfântu Gheorghe                                                 |                                                                 |                                                                 |                                                                 |                                                                 |                                                                 |
| Sighișoara                                                      | Socolu de Câmpie                                                | Solocma                                                         | Sovata                                                          | Stejărenii                                                      |                                                                 |                                                                 |                                                                 |                                                                 |                                                                 |
| Stejeriș                                                        | Suplac                                                          | Suseni                                                          | Suveica                                                         |                                                                 |                                                                 |                                                                 |                                                                 |                                                                 |                                                                 |
| Ș ↑ A B C D E F G H I Î J K L M N O P Q R S Ș T Ț U V W X Y Z ↓ |                                                                 |                                                                 |                                                                 |                                                                 |                                                                 |                                                                 |                                                                 |                                                                 |                                                                 |
| Șaeș                                                            | Șapartoc                                                        | Șăulia                                                          | Șilea Nirajului                                                 | Șincai                                                          |                                                                 |                                                                 |                                                                 |                                                                 |                                                                 |
| Șoromiclea                                                      |                                                                 |                                                                 |                                                                 |                                                                 |                                                                 |                                                                 |                                                                 |                                                                 |                                                                 |
| T ↑ A B C D E F G H I Î J K L M N O P Q R S Ș T Ț U V W X Y Z ↓ |                                                                 |                                                                 |                                                                 |                                                                 |                                                                 |                                                                 |                                                                 |                                                                 |                                                                 |
| Tăureni                                                         | Târgu Mureș                                                     | Târnăveni                                                       | Toldal                                                          | Torba                                                           |                                                                 |                                                                 |                                                                 |                                                                 |                                                                 |
| Trei Sate                                                       | Troița                                                          | Tușinu                                                          |                                                                 |                                                                 |                                                                 |                                                                 |                                                                 |                                                                 |                                                                 |
| Ț ↑ A B C D E F G H I Î J K L M N O P Q R S Ș T Ț U V W X Y Z ↓ |                                                                 |                                                                 |                                                                 |                                                                 |                                                                 |                                                                 |                                                                 |                                                                 |                                                                 |
| Țigmandru                                                       | Țiptelnic                                                       |                                                                 |                                                                 |                                                                 |                                                                 |                                                                 |                                                                 |                                                                 |                                                                 |
| U ↑ A B C D E F G H I Î J K L M N O P Q R S Ș T Ț U V W X Y Z ↓ |                                                                 |                                                                 |                                                                 |                                                                 |                                                                 |                                                                 |                                                                 |                                                                 |                                                                 |
| Uila                                                            | Ungheni                                                         |                                                                 |                                                                 |                                                                 |                                                                 |                                                                 |                                                                 |                                                                 |                                                                 |
| V ↑ A B C D E F G H I Î J K L M N O P Q R S Ș T Ț U V W X Y Z ↓ |                                                                 |                                                                 |                                                                 |                                                                 |                                                                 |                                                                 |                                                                 |                                                                 |                                                                 |
| Valea                                                           | Valea Izvoarelor                                                | Valea Largă                                                     | Valea Rece                                                      | Vădaș                                                           |                                                                 |                                                                 |                                                                 |                                                                 |                                                                 |
| Văleni                                                          | Vălenii                                                         | Vălenii de Mureș                                                | Veța                                                            | Vețca                                                           |                                                                 |                                                                 |                                                                 |                                                                 |                                                                 |
| Vidrasău                                                        | Viforoasa                                                       | Viilor                                                          | Viișoara                                                        | Voiniceni                                                       |                                                                 |                                                                 |                                                                 |                                                                 |                                                                 |
| Voivodeni                                                       | Vulcan                                                          |                                                                 |                                                                 |                                                                 |                                                                 |                                                                 |                                                                 |                                                                 |                                                                 |
| Z ↑ A B C D E F G H I Î J K L M N O P Q R S Ș T Ț U V W X Y Z ↓ |                                                                 |                                                                 |                                                                 |                                                                 |                                                                 |                                                                 |                                                                 |                                                                 |                                                                 |
| Zau de Câmpie                                                   |                                                                 |                                                                 |                                                                 |                                                                 |                                                                 |                                                                 |                                                                 |                                                                 |                                                                 |